# بیانکا نادی
بیانکا نادی (مجاری: Bianka Nagy؛ زادهٔ ۲۸ ژوئن ۲۰۰۰) قایقران کانو زن اهل مجارستان است.
وی در مسابقات کشوری و بین‌المللی در مجموع برندهٔ ۱ مدال طلا، ۱ مدال نقره، ۴ مدال برنز شده‌است.